# Drepanosticta lestoides
Drepanosticta lestoides – gatunek ważki z rodziny Platystictidae.